# Итакинское месторождение золота
Итакинское месторождение — крупное месторождение золота федерального значения (свыше 50 т золота) в Могочинском районе Забайкальского края. Расположено в междуречье реки Итака и ручья Алексеевский, в 38 км к северу от станции Ксеньевская (Забайкальская железная дорога).
Разведанные запасы месторождения — свыше 62 тонн золота. goldomania.ru. Дата обращения: 15 декабря 2022..

## История
Мощную золотую россыпь на территории Могочинского район открыл в 1862 году горный инженер и писатель Александр Александрович Черкасов, за что ему была назначена пенсия — 1200 рублей в год. Добыча золота на месторождении началась в 1865 году. Все промыслы, называвшиеся тогда Верхне-Амурскими, располагались в бассейне реки Черный Урюм с притоками. Среднее содержание золота в песках превышало 50 граммов на тонну. Месторождение на крупнейшем притоке Чёрного Урюма, реке Итака, было открыто в 1871 году. Разработка производилась ручным способом с промывкой песков на бутарах.
В 1865—1917 годах на Верхне-Амурских промыслах добывали от 2,5 до 5 тонн золота в год. В 1905—1906 году неподалёку от стрелки рек Итака и Чёрный Урюм была проложена Транссибирская железнодорожная магистраль. Построенная в этом месте станция была названа «Ксеньевская», в честь младшей дочери Императора Александра III Ксении. После чего Верхне-Амурские промыслы были объединены в единый Ксеньевский прииск.
С 1931 года на прииске начали применяться гидравлические установки, а с 1975 года основная добыча производится дражным способом. Вплоть до 1992 года здесь добывалось в среднем около 0,5 тонны золота в год. Однако с распадом СССР работы на месторождении прекратились.
В 1998 году лицензию на разработку Итакинского россыпного месторождения получила компания «Ксеньевский прииск». В 2019 году на территории месторождения компанией было добыто 1539,6 кг золота.

## Характеристика
Итакинское месторождение имеет стратегический статус — на всю Россию всего 14 таких месторождений.
Содержание в руде золота — 6,0 г/т, серебра — 13 г/т, сурьмы — 4,5-16 %. На территории месторождения работает золотоизвлекательная фабрика со всей необходимой инфраструктурой, включая ЛЭП. zolotodb.ru. Дата обращения: 15 декабря 2022..